# 真的要去航海
真的要去航海（日语：マジで航海してます。）是2017年7月3日起於每日放送和TBS電視台播出的電視劇，由飯豐萬理江、武田玲奈雙主演。描述學校為訓練出優秀的航海士，關東商船大學海洋學部與神戶海南大學海洋學部兩校的大一學生於暑假時一同在「未來號」進行一個月船上實習中的點滴與成長。

## 演員列表

### 主要人物
| 演員       | 角色       | 介紹 |
| 武田玲奈   | 石川燕     | 關東商船大學海洋學部1年級生。當年重考時，莫名其妙被戰友推薦報考關東商船大學，自己錄取但戰友卻分數不足未能錄取，對船舶相關沒有特別的熱情。 覺得成為航海士後薪水高、假期多，比一般企業女職員待遇好很多。 實習學生第五班成員。 畢業後成為次席三等機關士（輪機士）。 |
| 飯豐萬理江 | 坂本真鈴   | 關東商船大學海洋學部1年級生，因為喜歡船與大海，對船舶相關的事情十分熱情。 知名海洋探險家坂本敏彥的女兒，因幼年時曾目擊爸爸在無補給帆船競賽中，意外被雷擊身亡而有心理創傷。 實習學生第五班成員。 畢業後成為次席三等航海士。                                       |
| 櫻田通     | 八木大和   | 關東商船大學海洋學部1年級生，父親在造船公司工作，建議他成為航海士。 平時有參與賽艇社團。 實習學生第五班成員。 爸爸在大三時去世，畢業後前往造船公司，擔任船舶設計工程師。                                                                                         |
| 勇翔       | 鳴海新太   | 神戶海南大學海洋學部1年級生，很愛展示自己的肌肉。 平時也有參與賽艇社團。 實習學生第五班班長。 畢業後成為次席三等航海士，負責前往南美的貨櫃船，並向杏樹求婚成功。                                                                                                 |
| 井澤勇貴   | 木暮健介   | 神戶海南大學海洋學部1年級生，幾年前畢業於其他大學，工作兩年後辭職，巧遇到占卜師建議轉往海上工作。已婚。 實習學生第五班成員。 畢業後成為次席三等航海士，但出航前因和女兒玩受傷，延後出航。                                                                        |
| 池本啓太   | 山田翔太郎 | 關東商船大學海洋學部1年級生，腸胃不好。 實習學生第五班成員。 畢業後成為次席三等機關士（輪機士），但仍然有暈船的困擾。 |

### 其他角色
| 演員       | 角色       | 介紹 |
| 温水洋一   | 林田洋之介 | 「未來號」船長。 |
| 堀部圭亮   | 横山和也   | 「未來號」航海科的士官，負責帶領學生航海實習，在學生間有「魔鬼橫山」的稱號。 |
| 岩井堂聖子 | 藤原茜     | 「未來號」次席一等航海士。 |
| 岡田浩輝   | 関根啓司   | 「未來號」次席一等機關士（輪機士）。 |
| 九十九一   | 丹波哲夫   | 關東商船大學數十年前的畢業生，每年都來港口目送學生進行航海實習的老爺爺，並攜帶「祝航行順利」之意的國際信號旗。 為林田洋之介（温水洋一飾）當年還是學生時，第一次航海實習時的船長。 |
| 櫻井由紀   | 丸川       | 「未來號」船醫。 |
| 日比美思   | 鵜川杏樹   | 神戶海南大學海洋學部1年級生，家中有錢且有遊艇，自恃甚高。實習學生第一班成員。 畢業後成為次席三等航海士，與鳴海新太結婚。                                                          |

## 播出日程
| 集數 | 每日放送      | TBS電視台     | 日文標題                                                   | 導演       |
| ---- | ------------- | ------------- | ---------------------------------------------------------- | ---------- |
| 1    | 2017年7月03日 | 2017年7月05日 | マジで航海したい女VSマジで後悔してる女                     | 井口昇     |
| 2    | 2017年7月10日 | 2017年7月12日 | 船酔い大ピンチ！吐くべきか、我慢すべきか、それが重要です!! | 井口昇     |
| 3    | 2017年7月17日 | 2017年7月19日 | ロープ結びは縁結び!? 真鈴があいつと···                     | 坂下雄一郎 |
| 4    | 2017年7月24日 | 2017年7月26日 | 私、今日で船降りる！と燕が壊れた日                         | 坂下雄一郎 |
| 5    | 2017年7月31日 | 2017年8月02日 | 最大のピンチ！こんな終わり方ってアリですか!?               | 井口昇     |

## 備註
1. ↑  「I wish you a pleasant voyage.」「ご安航を祈る。」
2. ↑  即UW旗。民間船舶可直接懸掛，但軍事艦艇則需使用CODE+U+W旗。（不可僅懸掛UW旗，因一般航海習慣中，軍事艦艇被視為不使用國際信號旗語，而使用自訂旗語。）

## 外部連結
- 官方網站 （页面存档备份，存于） （日語）
- 真的要去航海的X（前Twitter） （日語）
- マジで航海してます。~Second Season~的Instagram帳戶